# Community of learners
Een community of learners is een groep mensen die gezamenlijk werken aan het oplossen van een gemeenschappelijke onderzoeksvraag of een gemeenschappelijk probleem. In verschillende situaties kunnen communities of learners voorkomen, zowel in het bedrijfsleven als in het onderwijs.
In de onderwijsliteratuur is het begrip community of learners in de jaren tachtig van de twintigste eeuw geïntroduceerd door onder andere Brown & Campione. In deze periode vond een verschuiving plaats van een traditionele visie op leren naar een meer constructivistische visie (Brown & Campione, 1994). Onderwijs dat is gebaseerd op constructivistische opvattingen gaat ervan uit dat lerenden kennis construeren op een actieve manier en binnen een authentieke context. Duffy & Cunningham (1996) noemen de community of learners een geschikte vorm van onderwijs binnen de constructivistische visie.
Bransford, Brown & Cocking (1999) geven aan dat de mate waarin de omgeving groepsgericht is van groot belang is om groepsleren te ontwikkelen en dat vooral de cultuur in een groep daarbij een belangrijke rol speelt. Deze cultuur van een community of learners in het onderwijs wordt beïnvloed door de binnen- en buitenschoolse omgeving.
Ann Brown, een Amerikaanse ontwikkelingspsycholoog, heeft in de jaren 80 van de twintigste eeuw meerdere onderzoeken gedaan naar de manier van leren van basisschoolkinderen. De resultaten van deze onderzoeken hebben de ideeën over de community of learners steeds verder vormgegeven (Brown & Campione, 1994). Vervolgens hebben onder andere Beishuizen (2004, 2008) en Matusov (1999, 2001) het concept community of learners nader uitgewerkt.

## Kenmerken
Binnen een community of learners houden deelnemers zich in kleine onderzoeksgroepen bezig met een zich herhalende cyclus van het uitvoeren van onderzoeken, het uitwisselen van resultaten en het op basis van de conclusies formuleren van nieuwe vragen die in vervolgtaken kunnen worden onderzocht. Twee belangrijke aspecten in deze cyclus zijn de voortdurende reflectie op de genomen stappen en de koppeling van de uitkomsten van het onderzoek aan de kernbegrippen uit het vak, de zogenaamde 'big ideas' (Beishuizen, 2004).
Deelnemers aan een community of learners kunnen studenten, docenten, onderzoekers en experts uit het werkveld zijn. In een community of learners werken mensen op een gelijkwaardige manier samen aan het ontwerp en de uitvoering van een onderzoek. Iedere deelnemer draagt bij aan het eindresultaat en de taken worden onderling verdeeld.
Een belangrijke taak is weggelegd voor de deelnemer (vaak een docent) die de randvoorwaarden organiseert, zoals inrichting van de lokalen, de aanwezigheid van de materialen en (communicatie)middelen (Beishuizen, 2008). Van deelnemers wordt een onderzoekende, nieuwsgierige houding verwacht. Een deelnemende docent kan een dubbelrol hebben indien het groepsproduct door hem of haar beoordeeld wordt.
In navolging van Brown & Campione identificeert Beishuizen (2004) zes belangrijke kenmerken van een community of learners:
1. Deelnemers worden gezien als serieuze partners in het proces van kennisontwikkeling.
2. Lerenden en docenten werken samen aan vragen en proberen deze op te lossen met onderzoekend leren.
3. De centrale vragen zijn afgeleid van 'big ideas' (kernbegrippen) uit het betreffende vakgebied.
4. Lerenden maken kennis met de cultuur van onderzoek en de regels van samenwerking en communicatie.
5. Lerenden reflecteren op de verkregen resultaten en toegepaste onderzoeksmethode en leren op deze manier de waarde van het onderzoeksproject in te schatten.
6. Lerenden beschikken over de benodigde voorzieningen om aan het onderzoeksproject te kunnen werken.

Matusov (2001) noemt met name het 'begeleid ontdekken' door de lerenden een belangrijk kenmerk van de community of learners.

## Groepsproces
Een van de belangrijkste kenmerken van een community of learners is dat er individueel én als groep wordt geleerd. Om dit leren te bereiken, moet de groep een bepaalde ontwikkeling doorlopen.
Tuckman heeft in 1965 de ontwikkelingen van groepen in het algemeen beschreven. Hij stelt dat groepen zich in een bepaalde volgorde ontwikkelen. De fasen die worden doorlopen zijn: forming, storming, norming, performing en adjourning.
Dow (2006) noemt met name storming (de conflictfase) belangrijk voor het groepsproces in een community of learners. In deze fase worden de interpersoonlijke conflicten opgelost, de onderlinge (machts)verhoudingen worden bepaald en de verschillende ideeën en opvattingen worden duidelijk. Pas nadat deze problemen zijn opgelost, kan de groep in onderlinge samenwerking tot afspraken en prestaties komen. Het toedekken of ontlopen van conflicten kan de samenwerking frustreren.
Daarnaast noemt Dow nog twee problemen die de samenwerking in een community of learners belemmeren: de verschillende verwachtingen die deelnemers kunnen hebben van het resultaat en het stellen van het eigen belang boven het groepsbelang.

## Kritische succesfactoren
Naast de belemmeringen die op kunnen treden in het groepsproces, kunnen andere factoren het succes van een community of learners beïnvloeden. De volgende kritische succesfactoren worden in de literatuur genoemd:
- De onderzoeksvraag moet authentiek zijn (Beishuizen, 2004).
- De deelname aan een community of learners moet voor de deelnemers iets opleveren (Beishuizen, 2004).
- De deelnemers moeten de beschikking hebben over juiste (onderzoeks)faciliteiten, informatie- en communicatiemiddelen (Beishuizen, 2004).
- De deelnemers moeten beschikken over een onderzoekende en nieuwsgierige houding (Beishuizen, 2004).
- De deelnemers zijn gelijkwaardig: iedere deelnemer draagt op eigen wijze bij aan het resultaat, waarbij de rollen kunnen wisselen. Van belang is dat de groep heterogeen is samengesteld (Brown & Campione, 2004; Dow, 2006).
- De deelnemers moeten reflecteren op het eindproduct en het leerproces voor optimale leerwinst (Brown & Campione, 2004).

## Overeenkomsten met andere onderwijsvormen
Er zijn veel overeenkomsten tussen communities of learners, projectonderwijs en probleemgestuurd onderwijs (Hmelo-Silver, 2004; Matusov, 2001; Thomas, 2000).
Een opvallend verschil echter tussen probleemgestuurd onderwijs en projectonderwijs enerzijds en communities of learners anderzijds is de rol van de docent. Bij een community of learners maakt de docent deel uit van de groep, terwijl deze bij probleemgestuurd onderwijs en projectonderwijs voornamelijk de rol heeft van procesbegeleider.
Daarnaast kent de community of learners overeenkomsten met de community of practice, waarin deelnemers (buiten een onderwijssituatie) met elkaar kennis en ervaringen delen om problemen en uitdagingen uit de praktijk aan te pakken (Lankveld & Volman, 2009).